# Хэйдзё-кё
Хэйдзё или Хэйдзё-кё (яп. 平城京 「へいじょうきょう」 хэйдзё:кё:, «Столица Цитадели мира») — столичный город древнего японского государства в 710—784 годах, в период Нара. Находился на севере Нарской впадины, в юго-западной части современного города Нара. Центр культуры Тэмпё. Также известен как столица Нара (奈良の京, 奈良の都).

## Краткие сведения
Столица Хэйдзё была спроектирована по китайской градостроительной системе «шахматной доски», по образцу танской столицы Чанъань. С высоты птичьего полета она напоминала неправильный прямоугольник. Протяженность города с севера на юг составляла 4,8 км, а с запада на восток — 4,3 км.
Через центральную часть города пролегал «Проспект Красного феникса» (朱雀大路, Судзаку-одзи), тянувшийся от «Замковых ворот» (羅城門, Радзё-мон) к «Воротам Красного феникса» (朱雀門, Судзакумон) Императорского дворца. Проспект разделял столицу на два больших района: «левый» ((左京, сакё) и «правый» (右京, укё). Каждый из них имел собственный рынок: «западный» (西市, Ниси-ити) для «левого» и «восточный» (東市, Хигаси-ити) для «правого» районов. Кроме проспекта Красного феникса город пересекали другие проспекты (大路, одзи) и улицы (小路, кодзи), которые делили его на равномерные прямоугольные кварталы.
Императорский дворец (平城宮, Хэйдзё-кю) находился в самой северной точке столицы. Площадь, которую он занимал, напоминала неправильный прямоугольник, длиной 1 км с севера на юг и 1,3 км с запада на восток. В центре дворца находились Императорские палаты (内裏, Дайра), на юге — династический зал (朝堂院, Тёдоин) для заседаний совета, а вокруг — них разнообразные здания министерств, ведомств и Императорской прислуги.
В середине VIII столетия к «правому» району столицы был добавлен ещё один район, так называемый «внешний» (外京, гэкё). На востоке от него построили монастырь Тодайдзи, главную буддистскую святыню древней Японии.
Население столицы Хэйдзё во времена её расцвета составляло от 60 до 100 тысяч человек.